# 香港蟳
香港蟳（学名：Charybdis hongkongensis）为梭子蟹科蟳属的动物。分布于苏门答腊、马来半岛、斑达海以及中国大陆的广西、广东等地，生活环境为海水，常栖息于30-400米深的沙质与沙泥质海底。